# Contea di Harper (Kansas)
La contea di Harper in inglese Harper County è una contea dello Stato del Kansas, negli Stati Uniti. La popolazione al censimento del 2010 era di 6 034 abitanti. Il capoluogo di contea è Anthony.

## Storia
La contea è stata fondata il 26 febbraio 1867. La contea porta il nome del sergente Marion Harper del secondo Kansas Cavalleria, morto per le ferite subite nei pressi di Waldron (Arkansas), nel dicembre 1863.

## Geografia fisica
Secondo lo United States Census Bureau, la contea ha una superficie di 2080 km² di cui 2070 km² è terra (99.98%) e 3,9 km² (0,2%) acque interne.

### Contee confinanti
- Contea di Kingman (nord)
- Contea di Sumner (est)
- Contea di Grant, Oklahoma (sudest)
- Contea di Alfalfa, Oklahoma (sudovest)
- Contea di Barber, (ovest)

### Evoluzione demografica

Piramide delle età

## Infrastrutture e trasporti

### Strade
- U.S. Route 160
- Kansas Highway 2
- Kansas Highway 14
- Kansas Highway 44
- Kansas Highway 179

## Geografia antropica

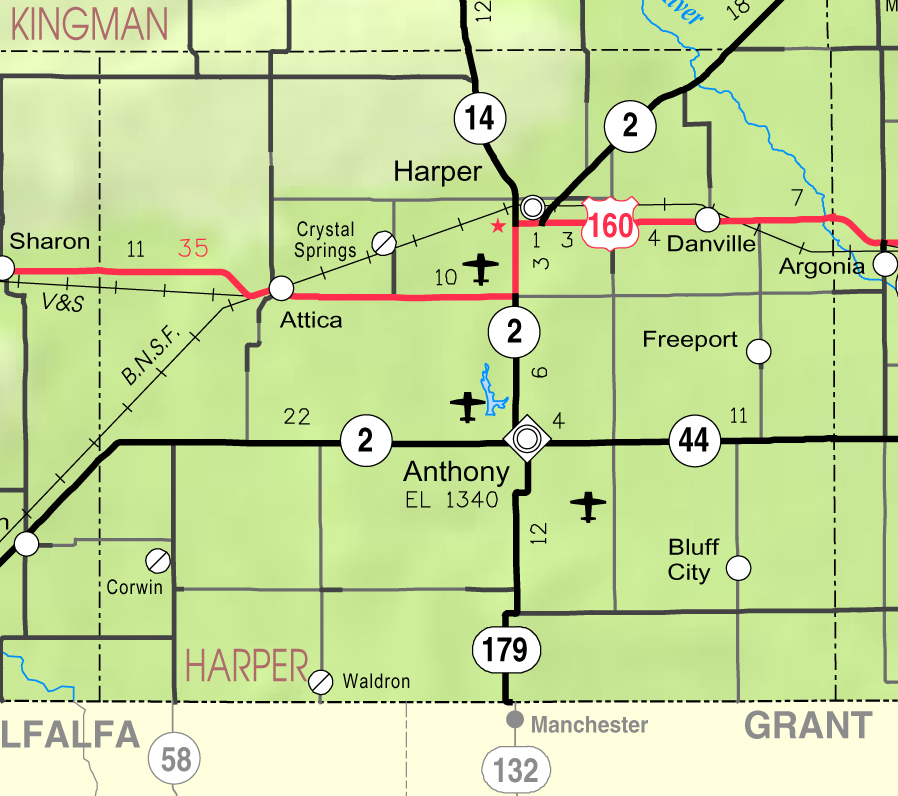

### Città
- Anthony
- Attica
- Bluff City
- Danville
- Freeport
- Harper
- Waldron

### Area non incorporata
- Corwin
- Crystal Springs
- Duquoin
- Runnymede

### Città fantasma
- Albion
- Lasswell
- Mingona
- Pixley

### Township
La contea di Barber è divisa in sei township.

Le townships della Contea di Harper sono numerate in ordine antiorario, con Township 1 evidenziata in rosso.

Le Township della contee sono:
- Township 1
- Township 2
- Township 3
- Township 4
- Township 5
- Township 6